# 中村愿
中村 愿（なかむら すなお、1947年(昭和22年) - ）は、日本の中国研究者、岡倉天心研究家。

## 来歴
福岡県京都郡豊津町（現・みやこ町）生まれ。小倉工業高校化学科卒業。雑誌『中国』（徳間書店）の編集にたずさわり、1985年神保町に中国美術の店蘭花堂を開く。

## 著書
- 『三国志曹操伝』 新人物往来社、1986
- 『中国故景』安野光雅絵 岩崎美術社、1987、双書美術の泉
- 『中国の旅広州・海南島・桂林』 昭文社、1987、エアリアガイド
- 『中国の旅西安 宝鶏・漢中・延安』 昭文社、1988、エアリアガイド
- 『中国の旅』 昭文社、1989、エアリアガイド
- 『美の復権 岡倉覚三伝』 邑心文庫、1999
- 『三國志逍遥』 安野光雅画、山川出版社、2010
- 『狩野芳崖受胎観音への軌跡』 山川出版社、2013

### 共編著
- 『岡倉天心アルバム』編 中央公論美術出版、2000、五浦美術叢書
- 『『史記』と日本人』安野光雅、半藤一利共著、平凡社、2011

### 翻訳・校注
- 『中国の古典文学 水滸伝』杉本達夫共訳、さ・え・ら書房、1976-77
- 『三国志 1　転形期の軌跡』丸山松幸共訳、徳間書店、1979
- 岡倉一雄『岡倉天心をめぐる人びと』校注、中央公論美術出版、1998、五浦美術叢書
- 『魯迅の言葉』監訳、平凡社、2011

## 参考
- 『三国志曹操伝』著者紹介